# Joy Ride (película de 2023)
Joy Ride es una película de comedia estadounidense de 2023 dirigida por Adele Lim, en su debut como directora, y escrita por Cherry Chevapravatdumrong y Teresa Hsiao, a partir de una historia de Lim, Chevapravatdumrong y Hsiao. La película está protagonizada por Ashley Park, Sherry Cola, Stephanie Hsu y Sabrina Wu, con Ronny Chieng, Meredith Hagner, David Denman, Annie Mumolo, Timothy Simons y Daniel Dae Kim en papeles secundarios.
La película se anunció en 2018 luego del acuerdo de asociación entre Point Grey Pictures y Lionsgate, y Lim fue confirmada como directora en 2021. El reparto se anunció entre agosto y octubre del mismo año y el rodaje se llevó a cabo en la Columbia Británica durante este último mes.
Joy Ride tuvo su estreno mundial en SXSW el 17 de marzo de 2023 y fue estrenada en los Estados Unidos el 7 de julio de 2023 por Lionsgate Films. La película recibió reseñas positivas de los críticos, quienes elogiaron las actuaciones principales, el humor y el corazón de la película.

## Reparto
- Ashley Park como Audrey Sullivan, una abogada aparentemente china de padres adoptivos blancos[1]
  - Lennon Yee como Audrey Sullivan joven
  - Isla Rose Hall como Audrey Sullivan adolescente
- Sherry Cola como Lolo Chen, una aspirante a artista que es la mejor amiga de Audrey[1]
  - Chloe Pun como Lolo Chen joven
- Stephanie Hsu como Kat, una famosa actriz china que fue compañera de cuarto de Audrey en la universidad[1]
- Sabrina Wu como Deadeye, la peculiar prima de Lolo que está obsesionada con el K-pop[1]
- Ronny Chieng como Chao, un empresario chino[2]
- Meredith Hagner como Jess, la traficante de drogas en el tren chino[3]
- David Denman[4] como Joe Sullivan, el padre adoptivo de Audrey
- Annie Mumolo[4] como Mary Sullivan, la madre adoptiva de Audrey
- Timothy Simons como Frank, el jefe del bufete de abogados de Audrey.
- Daniel Dae Kim como el esposo de la madre biológica de Audrey
- Desmond Chiam como Clarence, el prometido célibe de Kat[2]
- Baron Davis como él mismo, un jugador de baloncesto que es el líder de su equipo.
- Alexander Hodge como Todd, un jugador de baloncesto del equipo de Baron[2]
- Chris Pang como Kenny, un jugador de baloncesto del equipo de Baron[2]
- Rohain Arora como Arvind, un jugador de baloncesto del equipo de Baron.
- Victor Lau como Jiaying, un jugador de baloncesto del equipo de Baron.
- Lori Tan Chinn como Nai Nai, la abuela de Lolo[4]
- Debbie Fan como Jenny Chen, la madre de Lolo
- Kenneth Liu como Wey Chen, el padre de Lolo
- Michelle Choi-Lee como Min Park, la madre biológica de Audrey

## Producción
El 9 de agosto de 2018, se anunció que Seth Rogen y Evan Goldberg estaban en negociaciones para asociarse con Lionsgate a través de su productora Point Grey Pictures en un acuerdo preliminar para desarrollar proyectos de cine y televisión. El 9 de julio de 2021, se anunció que la guionista Adele Lim haría su debut como directora de una película  en una comedia con clasificación R sin título aún, con Ashley Park uniéndose al elenco. La película fue escrita por Cherry Chevapravatdumrong y Teresa Hsiao, basada en una historia que desarrollaron con Lim. Chevapravatdumrong, Hsiao y Lim también producen junto a Rogen, Goldberg, James Weaver y Josh Fagen. En un comunicado, Lim dijo: "Este viaje comenzó conmigo, Cherry y Teresa queriendo contar una historia con personajes que se parecen a nosotros, sobre mujeres que son desordenadas y sedientas, pero que tienen mucho corazón. Point Grey y Lionsgate han sido aliados y socios increíbles desde el primer día, y estoy encantado de hacer mi debut como directora con ellos en una historia que es tan especial para mí".
En agosto de 2021, se agregaron al elenco Sherry Cola y Stephanie Hsu. En septiembre, se informó que Sabrina Wu protagonizaría la cuarta y última protagonista de la película. Daniel Dae Kim fue elegido mientras trabajaba con Lim en Raya y el último dragón. Anteriormente había trabajado con Park en Broadway y la sugirió para el papel principal. La producción comenzó en octubre, con Desmond Chiam, Alexander Hodge y Chris Pang uniéndose al elenco. El rodaje se produjo en Vancouver. El 7 de octubre, se vio un patio de recreo lascivo que servía como escenario para la película en Maple Ridge, Columbia Británica. Hsu usó un cuerpo doble para la escena del tatuaje de su personaje. Se planeó una escena que involucraba a un búfalo de agua, pero no se filmó. En febrero de 2023, se reveló que el título de la película sería Joy Ride. El título provisional de la película era Joy Fuck Club.

## Estreno
Joy Ride se estrenó en SXSW el 17 de marzo de 2023. Fue estrenada en cines el 7 de julio de 2023 por Lionsgate Films. Originalmente estaba programada para ser estrenada el 23 de junio.